# وکیل‌آباد (نیر)
وکیل‌آباد یک روستا در ایران است که در دهستان یورتچی شرقی شهرستان نیر واقع شده‌است.